# 洗浄塔
洗浄塔システム(Scrubber systems)またはスクラバーは大気汚染防止装置の一つを示し、工業的な排出元からのばいじん粒子やガスを除去する目的で用いる装置である。最初の空気洗浄塔は初期の潜水艦イクティネオIの二酸化炭素を除去する目的で設計された。この技術は現在も使用されている。
慣例的に、 "洗浄塔"という言葉は汚染防止装置を示し、ガス流れから汚染物質を洗浄するため流体を使用する。近年、この言葉は反応剤やスラリーを注入するシステムにも用いられる。未処理の排出ガスから酸性ガスを洗浄する。洗浄塔はガス状の汚染物質の排出を抑制する重要な機器の一つである。特に酸性ガスで用いられる。 洗浄塔は熱ガスから煙道ガス凝縮による熱回収にも用いることができる。
排出ガスから毒性や腐食性を持つ化合物を除去し中和する方法がいくつか存在する。

## 燃焼
燃焼は有毒なガスを排出する場合があるが、温度が高く十分な酸素が利用できる場合には、汚染物質を除去することもできる場合がある。

### 湿式洗浄
燃焼排出ガスは環境に影響を与える物質を含み、洗浄塔においてこれらの物質を除去、中和する。
湿式洗浄塔は空気, 煙道ガスあるいはほかのガスからさまざまな汚染物質やばいじん粒子を除去するのに用いられる。湿式洗浄は処理する化合物や粒子状の物質が洗浄液と接触することにより行われる。洗浄液は水(ばいじん処理の場合)や処理する化合物に対応する反応溶液である。
プロセス排出ガスは塩化水素 (HCl)やアンモニア (NH3)のような水溶性の毒物や腐食性ガスを含んでいる可能性がある。これらも湿式洗浄塔で除去できる可能性がある。
汚染物質の除去効率は、洗浄塔での保持時間を増加する、スプレーノズルや充填塔、充てん層により洗浄液の表面積を増加する、 アスピレーター をもちいることによりことにより改善される。湿式洗浄塔は処理ガス中の水分が増え、処理ガスを煙突から排出した場合、可視煙となる場合がある。

### 乾式洗浄
乾式および半乾式洗浄システムは、湿分を飽和にする湿式洗浄塔とは異なり、煙道ガスを飽和にしない。湿分が加わらない場合もある。一方、煙道ガス中で蒸発可能な量の湿分が加えられる場合もある。よって、乾式洗浄塔は可視煙とはならず、排水処理設備/排出も必要としない。乾式洗浄システムは燃焼源から酸性ガス(SO2やHCl) を除去する。
乾式洗浄システムデザインはいくつかある。しかし、すべてのシステムは2つのセクションからなる。すなわち、酸性ガス収着媒をガス流れへ導入するセクションと粒子状物質－反応生成物、過剰の吸着剤、煙道ガスに含まれるばいじん－を制御するセクションである。
乾式洗浄システムは乾式吸着剤注入器(dry sorbent injectors:DSIs)やスプレードライヤー吸収塔(spray dryer absorbers:SDAs)として分類される。スプレードライヤー吸収塔は半乾式洗浄塔やスプレードライヤーとも呼ばれる。
乾式洗浄システムは工業用排水処理プラントの臭気や腐食性ガスの除去に用いられることが多い。
吸着媒は硫化水素のようなガスを処理するための物質を含有した活性アルミナである。使用する吸着媒はメタンチオール、アルデヒド、揮発性有機化合物、ジメチルスルフィド、ジエチルスルフィドのような臭気を放つ化合物を幅広く取り除くために混ぜ合わせることができる。
乾式吸収剤注入は アルカリ性の物質(通常 消石灰やソーダ灰)をガス流れに注入し酸性ガスと反応させることによる。吸収剤は数方向から直接注入する。
燃焼プロセス、煙道ガスダクト(ばいじん除去装置上流)、あるいは反応器(設置している場合)、酸性ガスはアルカリ吸収液と反応し固形物塩(えん)を形成する。これらの固形物は煤塵除去装置にて除去される。このようなシンプルなシステムはSO2やHClのような限られた酸性ガスだけを効果的に除去する。煙道ガス湿分を増加することにより高効率をえられる(すなわち水をスプレーすることにより冷却する)。 
これらの装置は 医療廃棄物焼却炉や都市ゴミの焼却炉に使われる。
スプレードライヤー吸収塔では、煙道ガスは吸収塔(ドライヤー)に導入され、ガスは細かく噴霧されたアルカリ スラリーと接触する。酸性ガスはスラリー混合物に吸収され、反応して固形物塩(えん)を形成し、ばいじん除去装置で除去される。煙道ガスの熱はスラリーの水滴をすべて蒸発するのに用いられ、飽和に達していない煙道ガスを吸収塔から排出する。スプレードライヤーは高い(80%以上)の酸性ガス除去効率を達成する能力を持つ。これらの装置は産業用、事業用ボイラや都市ゴミ焼却炉、焼却炉に用いられる。

### 吸収塔
多くの化学物質が排出ガスから吸収剤を用いて除去できる。煙道ガスは除去する成分の化学的な性質により適用される1つ以上の吸収塔で処理される。この種の洗浄塔は乾式洗浄塔とも呼ばれる。吸収剤は飽和に達した後に交換される。

### 水銀除去
水銀は極めて高い毒性をもつ元素で、石炭や都市ゴミ中に含まれる。 湿式洗浄塔は酸化水銀Hg2+のような溶解性の水銀のみを効果的に除去する。元素状態の水銀蒸気Hg0は洗浄塔スラリーに不溶で洗浄塔では除去できない。そのため、 Hg0 酸化のための更なるプロセスが完全な水銀の除去には必要とされる。通常Hg0酸化のため、煙道ガスにハロゲンを添加する。燃焼する石炭の種類や選択的触媒還元(脱硝)装置の設置の有無により煙道ガス中の水銀の酸化率、結果的には水銀の除去率に影響する。
湿式洗浄塔は高温ガスから、煙道ガスを凝縮することにより熱回収に用いることができる。 凝縮洗浄塔と呼ばれるこの装置は、洗浄塔ドレンが冷却器にて処理され洗浄塔の頂部のノズルへ循環する。熱ガスは洗浄塔下部より流入する。ガス温度が露点よりも高い場合、最初は水滴の蒸発で冷却される。循環水により 水蒸気が凝縮することにより更に冷却される。
水の凝縮は著しい量の低温の熱を放出する (2GJ(560kW)/ton(水)以上)。これを 地域熱供給用に冷却器で回収することができる。
過剰の凝縮水は循環水から連続的に除去する必要がある。
洗浄塔出口のガスは 露点温度であることから、冷却したガスからかなりの水分を除去したとしても、水蒸気の可視煙は残るようである。

## 洗浄塔残渣
洗浄は排出ガス側から液、ペースト状物質あるいはパウダー状の物質側へ不要な物質を移動させるだけのプロセスである。これらの物質は、再利用できない場合においても安全に廃棄しなければならない。
たとえば, 水銀の除去をした結果、排出する生成物中から水銀を抽出する更なるプロセスを必要とする、水銀が環境に広がらないように特に危険な排出物として埋め立てる必要がある。
再利用の例として、石炭燃焼発電所における石灰石ベースの洗浄塔は石膏ボードやほかの工業製品を製造するのに十分な品質の石膏を製造する。

## バクテリアの流布
メンテナンスされていない洗浄塔は病気の原因となるバクテリアを流布する可能性がある。この問題は不適切な清掃の結果発生する。たとえば2005年にノルウェーで発生した レジオネラ 感染症は洗浄塔による。これにより10人の死者と50人以上が感染した。

## 参考
1. ↑  Snorkel A steam powered submarine: the Ictíneo. Low-tech Magazine, 24 de agosto de 2008
2. 1 2  On Flue gas Condensation by Götaverken Miljö AB
3. ↑  “Burn and wet scrubber for process exhaust gas cleaning”. 2011年2月8日閲覧。
4. ↑  “Wet scrubber for process exhaust gas cleaning”. 2011年2月8日閲覧。
5. ↑  “Absorption scrubber for exhaust gas cleaning”. 2011年2月8日閲覧。
6. ↑  How Sulfuric (SO2) waste is chemically removed from emissions at General Chemistry Online
7. ↑  Update: Outbreak of legionnaires’ disease in Norway traced to air scrubber